# Tenis en Austria

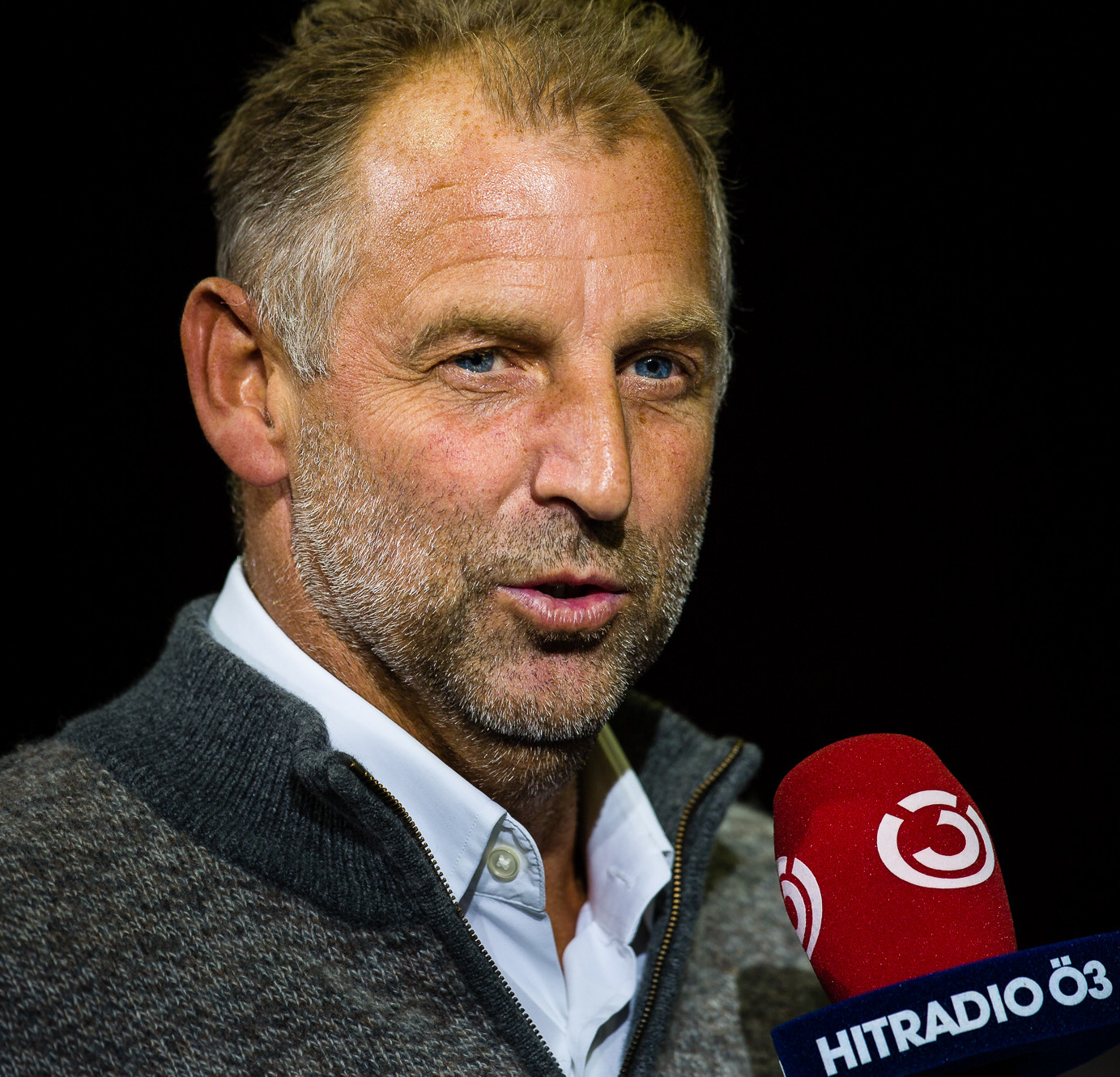
Thomas Muster ganador de 44 títulos ATP, incluidos Roland Garros 1995 y 8 Masters 1000. Número 1 del ranking ATP.

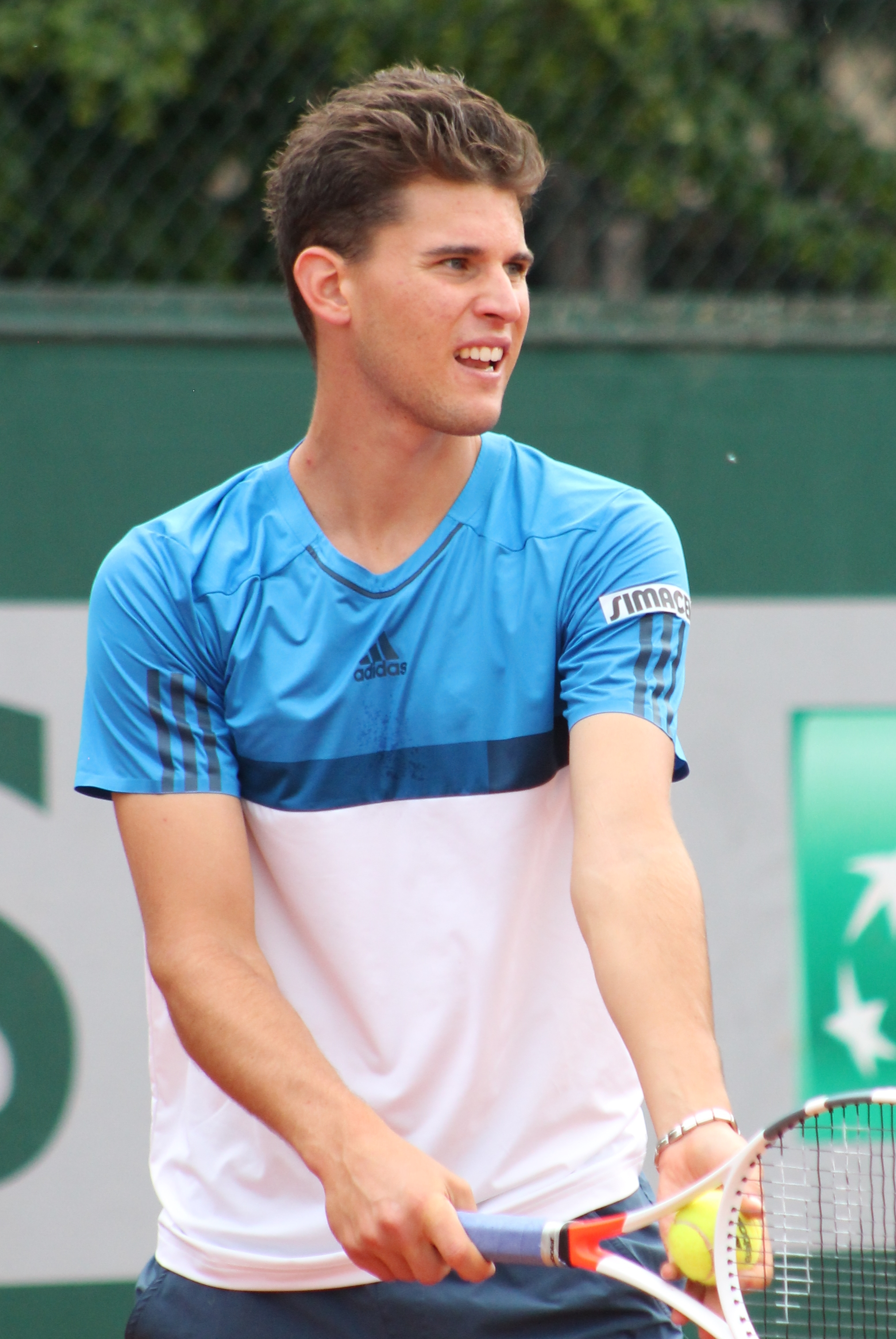
Dominic Thiem ganador del Abierto de Estados Unidos 2020.

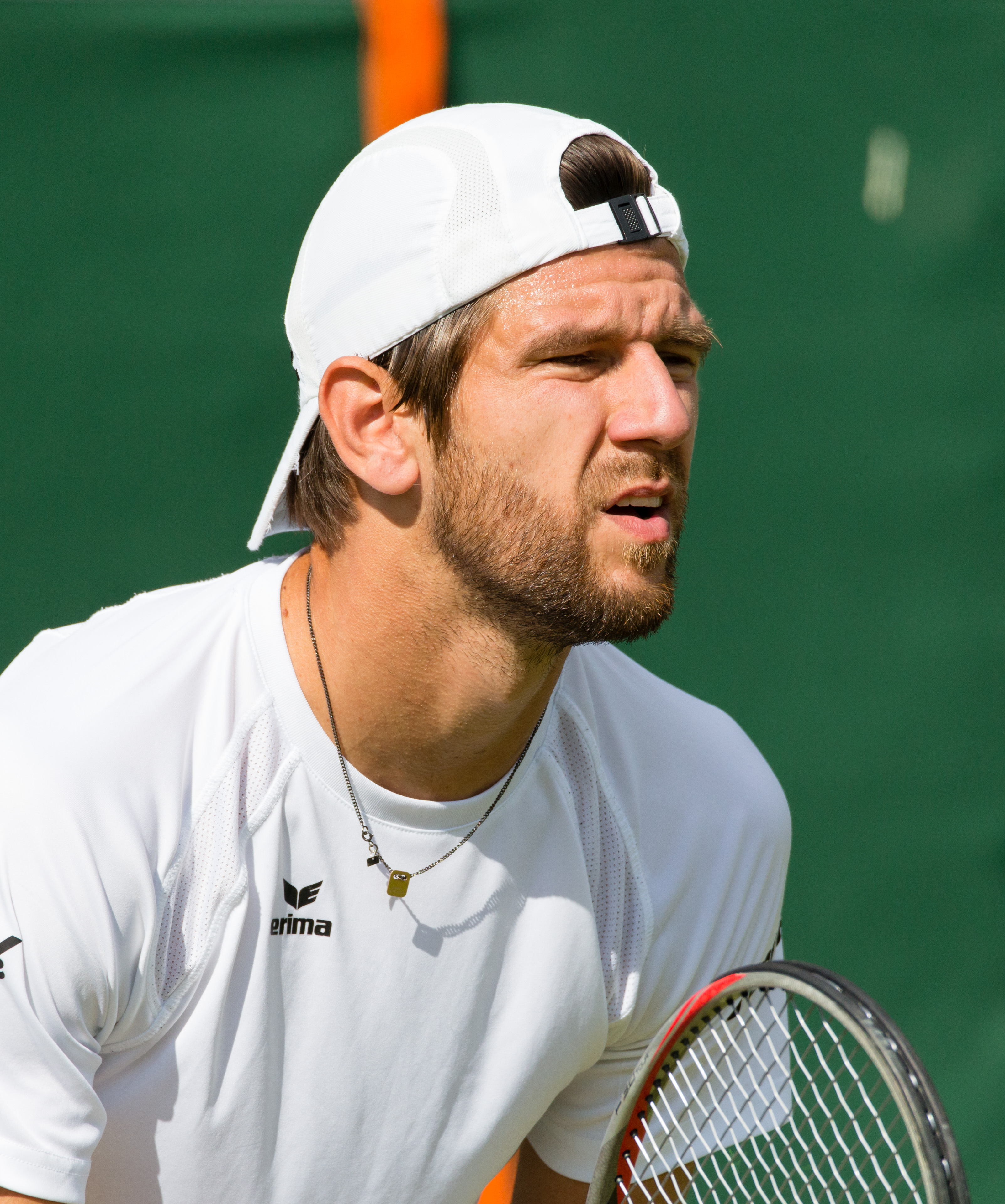
Jurgen Melzer ganador de 5 títulos ATP. número 8 del ranking y cuenta con más de 340 victorias.

La principal figura del tenis austriaco es Thomas Muster quien alcanzó el número 1 del ranking ATP en 1996. Ganó 44 títulos en total y 40 exclusivamente en polvo de ladrillo, culminando con Roland Garros 1995. Por estos logros es considerado entre los mejores tenistas de canchas de arcilla de la historia. En la década de 2000 aparecería Jürgen Melzer como la gran figura, siendo el segundo austriaco top 10. Actualmente Dominic Thiem emerge como uno de los tenistas dominantes del circuito individual, así como Alexander Peya y Oliver Marach en dobles.
A nivel de representación nacional el Equipo de Copa Davis de Austria alcanzó su mejor participación en 1990 cuando alcanzó las semifinales de la mano de Thomas Muster, Horst Skoff, y Alex Antonitsch.

## Mejores en el ranking ATP en individuales masculino
Tenistas austriacos que han estado entre los 100 mejores del ranking ATP.
| Singlista             | Mejor puesto | Año  | Títulos |
| --------------------- | ------------ | ---- | ------- |
| Thomas Muster         | 1.º          | 1996 | 44      |
| Dominic Thiem         | 3.º          | 2020 | 16      |
| Jürgen Melzer         | 8.º          | 2011 | 5       |
| Gilbert Schaller      | 17.º         | 1995 | 1       |
| Horst Skoff           | 18.º         | 1990 | 4       |
| Stefan Koubek         | 20.º         | 2000 | 3       |
| Sebastian Ofner       | 37.º         | 2023 | 0       |
| Peter Feigl           | 40.º         | 1979 | 3       |
| Alex Antonitsch       | 40.º         | 1990 | 1       |
| Andreas Haider-Maurer | 47.º         | 2015 | 0       |
| Werner Eschauer       | 52.º         | 2007 | 0       |
| Hans Kary             | 54.º         | 1976 | 1       |
| Daniel Koellerer      | 55.º         | 2009 | 0       |
| Markus Hipfl          | 63.º         | 2002 | 0       |
| Gerald Melzer         | 68.º         | 2016 | 0       |
| Oliver Marach         | 82.º         | 2006 | 0       |
| Dennis Novak          | 85.º         | 2020 | 0       |
| Alexander Peya        | 92.º         | 2007 | 0       |
| Filip Misolic         | 95.º         | 2025 | 0       |